# ソルリデン宮殿

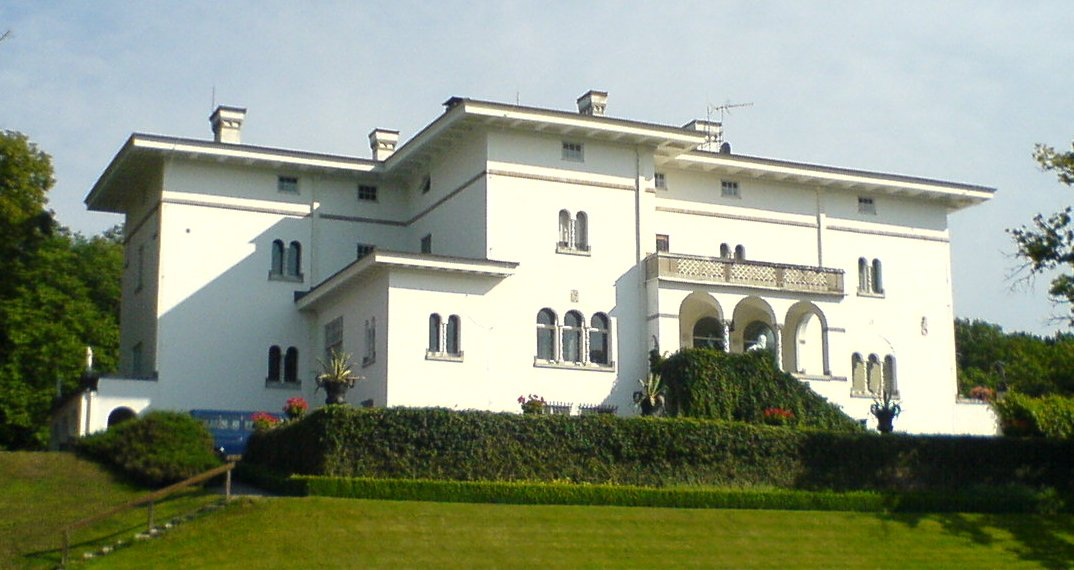
ソルリデン宮殿（2006年8月）

ソルリデン宮殿（ソルリデンきゅうでん、英語: Solliden Palace）は、スウェーデン南部のエーランド島にあるスウェーデン王室の宮殿。現国王のカール16世グスタフが個人所有しており、王室の夏の宮殿として用いられている。スウェーデン語では単にソルリデン (Solliden) として知られる。
バルト海沿岸、エーランド島のボルゴルム城址付近に位置しており、ヴィクトリア皇太子の誕生日を祝う「ヴィクトリア皇太子の日」 (Victoriadagen) の式典会場としても用いられている。